# Ľubotín
Ľubotín est un village de Slovaquie situé dans la région de Prešov.

## Histoire
Première mention écrite du village en 1330.

## Démographie

### Évolution de la population
| Année:               | 1994. | 2004.   | 2014.   | 2024.   |
| -------------------- | ----- | ------- | ------- | ------- |
| Nombre de personnes: | 1286  | 1338    | 1362    | 1308    |
| Différence:          |       | +4,04 % | +1,79 % | -3,96 % |

| Année:               | 2023. | 2024.   |
| -------------------- | ----- | ------- |
| Nombre de personnes: | 1315  | 1308    |
| Différence:          |       | -0,53 % |